# Hockey Club Slovan Bratislava
L'Hockey Club Slovan Bratislava è una squadra slovacca di hockey su ghiaccio che milita nella  Extraliga slovacca.  Tra le stagioni  2012-13 e  2018-19 ha militato nella Kontinental Hockey League. La squadra ha sede a Bratislava e gioca le proprie partite casalinghe presso la Slovnaft Arena.

## Storia
Il Club nasce da una costola dello Športový Klub Slovan Bratislava, club calcistico fondato nel 1919. La squadra di hockey nacque due anni dopo (1921).

## Palmarès

### Competizioni nazionali
- Extraliga cecoslovacca: 1

1979
- Extraliga slovacca: 11

1940, 1941, 1942, 1998, 2000, 2002, 2003, 2005, 2007, 2008, 2012

### Competizioni internazionali
- IIHF Continental Cup: 1

2004
- Coppa Spengler: 3

1972, 1973, 1974